# Andreas Granqvist
Andreas Granqvist (Påarp, 16 aprile 1985) è un dirigente sportivo, allenatore di calcio ed ex calciatore svedese, di ruolo difensore, tecnico dell'Ängelholms FF.

## Caratteristiche tecniche
Granqvist era un difensore centrale molto forte fisicamente, dotato di buona personalità, bravo in marcatura difensiva, nel giocare il pallone, negli inserimenti su palla inattiva e nel gioco aereo. Sapeva anche battere i calci di rigore.

## Carriera

### Giocatore

#### Club

##### Helsingborg
Inizia la su carriera giocando per la squadra della sua città natale, l'Helsingborg, dove debutta nel 2004. Al termine della sua prima esperienza con il club svedese colleziona 72 presenze in campionato, siglando una rete.

##### Wigan, ritorno all'Helsingborg e Groningen
Nel 2007 passa in prestito al Wigan che a fine stagione lo riscatta. Tornato all'Helsingborg dopo aver collezionato 14 presenze con il club inglese, il 9 luglio 2008 viene acquistato dagli olandesi del Groningen con cui firma un contratto quadriennale. Difensore avvezzo al gol, 21 reti in 96 partite degli ultimi tre campionati olandesi disputati. Chiude l'Eredivisie 2010-2011 con 11 gol segnati in 32 incontri contribuendo a portare il Groningen alla qualificazione per la successiva Europa League.

##### Genoa
Il 15 giugno 2011 il Genoa comunica sul proprio sito ufficiale di aver acquistato a titolo definitivo i diritti sportivi del difensore svedese con un contratto pluriennale.
Nelle prime partite non rientra pienamente nei piani di Alberto Malesani che lo manda a sedere in panchina per i tre match iniziali del campionato.
A partire dalla quarta partita, grazie all'infortunio di un suo compagno di reparto comincia a giocare da titolare con continuità nelle sue prestazioni. Il 15 gennaio successivo segna il suo primo goal in rossoblu nel match tra Genoa e Udinese, nella partita che i padroni di casa liguri vinceranno per 3 reti a 2.

##### Krasnodar
Il 16 agosto 2013 viene ceduto a titolo definitivo ai russi del Krasnodar.
Nel novembre 2017 gli viene assegnato in patria il Guldbollen 2017, premio al miglior giocatore svedese dell'anno solare. Questa scelta provocò tuttavia numerose critiche tra i giocatori in Svezia, dato che in molti ritenevano che ad essere premiato dovesse essere Emil Forsberg, reduce da una stagione da 22 assist e 8 gol all'RB Lipsia, fresco di secondo posto in Bundesliga.

##### Nuovo ritorno all'Helsingborg e ritiro
Il 28 gennaio 2018 viene annunciato che Granqvist sarebbe ritornato all'Helsingborg in estate, alla riapertura della finestra estiva del mercato, nelle duplici vesti di giocatore e direttore sportivo. Al termine di quella stagione, la squadra centra il ritorno nella massima serie.
Dopo aver giocato 22 partite nell'Allsvenskan 2019, si infortuna all'inguine alla seconda giornata del campionato 2020, in quella che è stata la sua ultima presenza in una stagione conclusa dal club con la retrocessione. Torna in campo con l'Helsingborg nella Superettan 2021 dopo quasi dieci mesi di assenza, ma continua ad avere problemi fisici. Il 17 luglio 2021 annuncia così il suo ritiro dal calcio giocato.

#### Nazionale
Con la Svezia debutta il 23 gennaio 2006 contro la Giordania. È stato convocato agli Europei 2008 con la maglia numero 15, senza essere mai sceso in campo. Segna il suo primo gol il 7 settembre 2010 contro il San Marino e si ripete il 12 ottobre seguente contro i Paesi Bassi, gare valide per le qualificazioni a Euro 2012.
Viene convocato per gli Europei 2016. Nel luglio 2016, complice l'addio alla Nazionale dato da alcuni "senatori" come Zlatan Ibrahimović, Kim Källström e Andreas Isaksson, Granqvist viene nominato capitano dal nuovo CT Janne Andersson. Durante i Mondiali 2018 in Russia realizza su rigore il gol della vittoria contro la Corea del Sud nella prima giornata della fase a gruppi, andando poi nuovamente in rete, sempre su rigore, nella terza giornata nella vittoria 3-0 sul Messico.
Nonostante nel precedente anno e mezzo avesse giocato solo un totale di 6 partite con il club e 0 con la nazionale, il 18 maggio 2021 viene comunque convocato dal CT Janne Andersson per gli Europei, senza essere però mai utilizzato.

### Dirigente
Granqvist diventa il nuovo direttore sportivo dell'Helsingborg nel luglio 2018, quando torna ufficialmente a far parte del club rossoblu con un ruolo che sia aggiunge a quello di calciatore. Con il suo ritiro dal calcio giocato, avvenuto nel luglio 2021, mantiene il solo incarico dirigenziale.
Al termine dell'Allsvenskan 2020 la squadra retrocede in seconda serie, ma recupera la categoria dopo una sola stagione. Anche il ritorno in Allsvenskan tuttavia dura una sola annata, vista la seconda retrocessione giunta dopo il campionato 2022. Il 17 aprile 2023, dopo un avvio di campionato in seconda serie con 3 sconfitte in altrettante partite, Granqvist e il duo di allenatori formato da Álvaro Santos e Mattias Lindström vengono sollevati dal loro incarico, a pochi giorni di distanza da una contestazione dei tifosi contro l'operato dello stesso Granqvist.

### Allenatore
A partire dalla stagione 2024 Granqvist diviene allenatore dell'Ängelholms FF, formazione militante nella terza serie nazionale. Conclude il suo primo campionato da capo allenatore con un quinto posto nel girone sud della Ettan 2024.

## Statistiche

### Presenze e reti nei club
Statistiche aggiornate al 30 ottobre 2016.
| Stagione           | Squadra            | Campionato         | Campionato | Campionato | Coppe nazionali | Coppe nazionali | Coppe nazionali | Coppe continentali | Coppe continentali | Coppe continentali | Altre coppe | Altre coppe | Altre coppe | Totale | Totale |
| Stagione           | Squadra            | Comp               | Pres       | Reti       | Comp            | Pres            | Reti            | Comp               | Pres               | Reti               | Comp        | Pres        | Reti        | Pres   | Reti   |
| ------------------ | ------------------ | ------------------ | ---------- | ---------- | --------------- | --------------- | --------------- | ------------------ | ------------------ | ------------------ | ----------- | ----------- | ----------- | ------ | ------ |
| 2004               | Helsingborg        | A                  | 21         | 0          | CS              | 0               | 0               | -                  | -                  | -                  | -           | -           | -           | 21     | 0      |
| 2005               | Helsingborg        | A                  | 26         | 1          | CS              | 0               | 0               | -                  | -                  | -                  | -           | -           | -           | 26     | 1      |
| 2006               | Helsingborg        | A                  | 25         | 0          | CS              | 0               | 0               | -                  | -                  | -                  | -           | -           | -           | 25     | 0      |
| 2006-2007          | Wigan              | PL                 | 0          | 0          | FACup+CdL       | 1+0             | 0               | -                  | -                  | -                  | -           | -           | -           | 1      | 0      |
| 2007-2008          | Wigan              | PL                 | 14         | 0          | FACup+CdL       | 1+1             | 0               | -                  | -                  | -                  | -           | -           | -           | 16     | 0      |
| Totale Wigan       | Totale Wigan       | Totale Wigan       | 14         | 0          |                 | 3               | 0               |                    | -                  | -                  |             | -           | -           | 17     | 0      |
| 2008               | Helsingborg        | A                  | 11         | 1          | CS              | 0               | 0               | -                  | -                  | -                  | -           | -           | -           | 11     | 1      |
| Totale Helsingborg | Totale Helsingborg | Totale Helsingborg | 83         | 2          |                 | 0               | 0               |                    | -                  | -                  |             | -           | -           | 83     | 2      |
| 2008-2009          | Groningen          | ED                 | 32+4       | 4+0        | CO              | 3               | 1               | -                  | -                  | -                  | -           | -           | -           | 39     | 5      |
| 2009-2010          | Groningen          | ED                 | 32+2       | 6+0        | CO              | 3               | 1               | -                  | -                  | -                  | -           | -           | -           | 37     | 7      |
| 2010-2011          | Groningen          | ED                 | 32+4       | 11+0       | CO              | 4               | 1               | -                  | -                  | -                  | -           | -           | -           | 40     | 12     |
| Totale Groningen   | Totale Groningen   | Totale Groningen   | 96+10      | 21+0       |                 | 10              | 3               |                    | -                  | -                  |             | -           | -           | 116    | 24     |
| 2011-2012          | Genoa              | A                  | 28         | 1          | CI              | 2               | 0               | -                  | -                  | -                  | -           | -           | -           | 30     | 1      |
| 2012-2013          | Genoa              | A                  | 35         | 1          | CI              | 1               | 0               | -                  | -                  | -                  | -           | -           | -           | 36     | 1      |
| Totale Genoa       | Totale Genoa       | Totale Genoa       | 63         | 2          |                 | 3               | 0               |                    | -                  | -                  |             | -           | -           | 66     | 2      |
| 2013-2014          | Krasnodar          | PL                 | 20         | 1          | KR              | 3               | 0               | -                  | -                  | -                  | -           | -           | -           | 23     | 1      |
| 2014-2015          | Krasnodar          | PL                 | 27         | 0          | KR              | 2               | 0               | UEL                | 7                  | 1                  | -           | -           | -           | 38     | 1      |
| 2015-2016          | Krasnodar          | PL                 | 29         | 1          | KR              | 3               | 1               | UEL                | 8                  | 0                  | -           | -           | -           | 44     | 3      |
| 2016-2017          | Krasnodar          | PL                 | 29         | 0          | KR              | 1               | 2               | UEL                | 9                  | 0                  | -           | -           | -           | 33     | 3      |
| Totale Krasnodar   | Totale Krasnodar   | Totale Krasnodar   | 87         | 2          |                 | 9               | 3               |                    | 27                 | 3                  |             | -           | -           | 123    | 8      |
| Totale carriera    | Totale carriera    | Totale carriera    | 364        | 27         |                 | 25              | 6               |                    | 27                 | 3                  |             | -           | -           | 416    | 36     |

### Cronologia presenze e reti in nazionale
| Cronologia completa delle presenze e delle reti in nazionale ― Svezia | Cronologia completa delle presenze e delle reti in nazionale ― Svezia | Cronologia completa delle presenze e delle reti in nazionale ― Svezia | Cronologia completa delle presenze e delle reti in nazionale ― Svezia | Cronologia completa delle presenze e delle reti in nazionale ― Svezia | Cronologia completa delle presenze e delle reti in nazionale ― Svezia | Cronologia completa delle presenze e delle reti in nazionale ― Svezia | Cronologia completa delle presenze e delle reti in nazionale ― Svezia |
| Data                                                                  | Città                                                                 | In casa                                                               | Risultato                                                             | Ospiti                                                                | Competizione                                                          | Reti                                                                  | Note                                                                  |
| --------------------------------------------------------------------- | --------------------------------------------------------------------- | --------------------------------------------------------------------- | --------------------------------------------------------------------- | --------------------------------------------------------------------- | --------------------------------------------------------------------- | --------------------------------------------------------------------- | --------------------------------------------------------------------- |
| 23-1-2006                                                             | Abu Dhabi                                                             | Giordania                                                             | 0 – 0                                                                 | Svezia                                                                | Amichevole                                                            | -                                                                     | 54’                                                                   |
| 12-9-2007                                                             | Podgorica                                                             | Montenegro                                                            | 1 – 2                                                                 | Svezia                                                                | Amichevole                                                            | -                                                                     | 46’                                                                   |
| 26-5-2008                                                             | Göteborg                                                              | Svezia                                                                | 1 – 0                                                                 | Slovenia                                                              | Amichevole                                                            | -                                                                     | 73’                                                                   |
| 19-11-2008                                                            | Amsterdam                                                             | Paesi Bassi                                                           | 3 – 1                                                                 | Svezia                                                                | Amichevole                                                            | -                                                                     | 82’                                                                   |
| 11-2-2009                                                             | Graz                                                                  | Austria                                                               | 0 – 2                                                                 | Svezia                                                                | Amichevole                                                            | -                                                                     | 46’                                                                   |
| 2-6-2010                                                              | Minsk                                                                 | Bielorussia                                                           | 0 – 1                                                                 | Svezia                                                                | Amichevole                                                            | -                                                                     |                                                                       |
| 17-11-2010                                                            | Göteborg                                                              | Svezia                                                                | 0 – 0                                                                 | Germania                                                              | Amichevole                                                            | -                                                                     |                                                                       |
| 7-9-2010                                                              | Malmö                                                                 | Svezia                                                                | 6 – 0                                                                 | San Marino                                                            | Qual. Euro 2012                                                       | 1                                                                     | 46’                                                                   |
| 12-10-2010                                                            | Amsterdam                                                             | Paesi Bassi                                                           | 4 – 1                                                                 | Svezia                                                                | Qual. Euro 2012                                                       | 1                                                                     |                                                                       |
| 9-2-2011                                                              | Nicosia                                                               | Svezia                                                                | 1 – 1 dts (4 - 5 dtr)                                                 | Ucraina                                                               | Torneo di Cipro 2011 - Finale                                         | -                                                                     |                                                                       |
| 29-3-2011                                                             | Solna                                                                 | Svezia                                                                | 2 – 1                                                                 | Moldavia                                                              | Qual. Euro 2012                                                       | -                                                                     |                                                                       |
| 10-8-2011                                                             | Charkiv                                                               | Ucraina                                                               | 0 – 1                                                                 | Svezia                                                                | Amichevole                                                            | -                                                                     |                                                                       |
| 2-9-2011                                                              | Budapest                                                              | Ungheria                                                              | 2 – 1                                                                 | Svezia                                                                | Qual. Euro 2012                                                       | -                                                                     |                                                                       |
| 6-9-2011                                                              | Serravalle                                                            | San Marino                                                            | 0 – 5                                                                 | Svezia                                                                | Qual. Euro 2012                                                       | -                                                                     |                                                                       |
| 11-11-2011                                                            | Copenaghen                                                            | Danimarca                                                             | 2 – 0                                                                 | Svezia                                                                | Amichevole                                                            | -                                                                     | 63’                                                                   |
| 29-2-2012                                                             | Zagabria                                                              | Croazia                                                               | 1 – 3                                                                 | Svezia                                                                | Amichevole                                                            | -                                                                     |                                                                       |
| 30-5-2012                                                             | Göteborg                                                              | Svezia                                                                | 3 – 2                                                                 | Islanda                                                               | Amichevole                                                            | -                                                                     |                                                                       |
| 5-6-2012                                                              | Solna                                                                 | Svezia                                                                | 2 – 1                                                                 | Serbia                                                                | Amichevole                                                            | -                                                                     |                                                                       |
| 11-6-2012                                                             | Kiev                                                                  | Ucraina                                                               | 2 – 1                                                                 | Svezia                                                                | Euro 2012 - 1º turno                                                  | -                                                                     |                                                                       |
| 15-6-2012                                                             | Kiev                                                                  | Svezia                                                                | 2 – 3                                                                 | Inghilterra                                                           | Euro 2012 - 1º turno                                                  | -                                                                     | 66’                                                                   |
| 19-6-2012                                                             | Kiev                                                                  | Svezia                                                                | 2 – 0                                                                 | Francia                                                               | Euro 2012 - 1º turno                                                  | -                                                                     |                                                                       |
| 15-8-2012                                                             | Solna                                                                 | Svezia                                                                | 0 – 3                                                                 | Brasile                                                               | Amichevole                                                            | -                                                                     |                                                                       |
| 6-9-2012                                                              | Helsingborg                                                           | Svezia                                                                | 1 – 0                                                                 | Cina                                                                  | Amichevole                                                            | -                                                                     |                                                                       |
| 11-9-2012                                                             | Malmö                                                                 | Svezia                                                                | 2 – 0                                                                 | Kazakistan                                                            | Qual. Mondiali 2014                                                   | -                                                                     |                                                                       |
| 12-10-2012                                                            | Tórshavn                                                              | Fær Øer                                                               | 1 – 2                                                                 | Svezia                                                                | Qual. Mondiali 2014                                                   | -                                                                     |                                                                       |
| 16-10-2012                                                            | Berlino                                                               | Germania                                                              | 4 – 4                                                                 | Svezia                                                                | Qual. Mondiali 2014                                                   | -                                                                     |                                                                       |
| 14-11-2012                                                            | Solna                                                                 | Svezia                                                                | 4 – 2                                                                 | Inghilterra                                                           | Amichevole                                                            | -                                                                     | 68’ 73’                                                               |
| 6-2-2013                                                              | Solna                                                                 | Svezia                                                                | 2 – 3                                                                 | Argentina                                                             | Amichevole                                                            | -                                                                     |                                                                       |
| 22-3-2013                                                             | Solna                                                                 | Svezia                                                                | 0 – 0                                                                 | Irlanda                                                               | Qual. Mondiali 2014                                                   | -                                                                     |                                                                       |
| 3-6-2013                                                              | Malmö                                                                 | Svezia                                                                | 1 – 0                                                                 | Macedonia                                                             | Amichevole                                                            | -                                                                     | 45’                                                                   |
| 7-6-2013                                                              | Vienna                                                                | Austria                                                               | 2 – 1                                                                 | Svezia                                                                | Qual. Mondiali 2014                                                   | -                                                                     |                                                                       |
| 11-6-2013                                                             | Solna                                                                 | Svezia                                                                | 2 – 0                                                                 | Fær Øer                                                               | Qual. Mondiali 2014                                                   | -                                                                     | 79’                                                                   |
| 28-5-2014                                                             | Copenaghen                                                            | Danimarca                                                             | 1 – 0                                                                 | Svezia                                                                | 125º anniversario Federazione Danese                                  | -                                                                     |                                                                       |
| 1-6-2014                                                              | Solna                                                                 | Svezia                                                                | 0 – 2                                                                 | Belgio                                                                | Amichevole                                                            | -                                                                     |                                                                       |
| 4-9-2014                                                              | Solna                                                                 | Svezia                                                                | 2 – 0                                                                 | Estonia                                                               | Amichevole                                                            | -                                                                     |                                                                       |
| 8-9-2014                                                              | Vienna                                                                | Austria                                                               | 1 – 1                                                                 | Svezia                                                                | Qual. Euro 2016                                                       | -                                                                     |                                                                       |
| 9-10-2014                                                             | Solna                                                                 | Svezia                                                                | 1 – 1                                                                 | Russia                                                                | Qual. Euro 2016                                                       | -                                                                     |                                                                       |
| 12-10-2014                                                            | Solna                                                                 | Svezia                                                                | 2 – 0                                                                 | Liechtenstein                                                         | Qual. Euro 2016                                                       | -                                                                     |                                                                       |
| 15-11-2014                                                            | Podgorica                                                             | Montenegro                                                            | 1 – 1                                                                 | Svezia                                                                | Qual. Euro 2016                                                       | -                                                                     |                                                                       |
| 18-11-2014                                                            | Marsiglia                                                             | Francia                                                               | 1 – 0                                                                 | Svezia                                                                | Amichevole                                                            | -                                                                     |                                                                       |
| 27-3-2015                                                             | Chișinău                                                              | Moldavia                                                              | 0 – 2                                                                 | Svezia                                                                | Qual. Euro 2016                                                       | -                                                                     | 4’, 90’                                                               |
| 31-3-2015                                                             | Solna                                                                 | Svezia                                                                | 3 – 1                                                                 | Iran                                                                  | Amichevole                                                            | -                                                                     |                                                                       |
| 5-9-2015                                                              | Mosca                                                                 | Russia                                                                | 1 – 0                                                                 | Svezia                                                                | Qual. Euro 2016                                                       | -                                                                     |                                                                       |
| 8-9-2015                                                              | Solna                                                                 | Svezia                                                                | 1 – 4                                                                 | Austria                                                               | Qual. Euro 2016                                                       | -                                                                     | 15’                                                                   |
| 9-10-2015                                                             | Vaduz                                                                 | Liechtenstein                                                         | 0 – 2                                                                 | Svezia                                                                | Qual. Euro 2016                                                       | -                                                                     |                                                                       |
| 12-10-2015                                                            | Solna                                                                 | Svezia                                                                | 2 – 0                                                                 | Moldavia                                                              | Qual. Euro 2016                                                       | -                                                                     |                                                                       |
| 14-11-2015                                                            | Solna                                                                 | Svezia                                                                | 2 – 1                                                                 | Danimarca                                                             | Qual. Euro 2016                                                       | -                                                                     |                                                                       |
| 17-11-2015                                                            | Copenaghen                                                            | Danimarca                                                             | 2 – 2                                                                 | Svezia                                                                | Qual. Euro 2016                                                       | -                                                                     |                                                                       |
| 24-3-2016                                                             | Adalia                                                                | Turchia                                                               | 2 – 1                                                                 | Svezia                                                                | Amichevole                                                            | 1                                                                     | cap.                                                                  |
| 29-3-2016                                                             | Solna                                                                 | Svezia                                                                | 1 – 1                                                                 | Rep. Ceca                                                             | Amichevole                                                            | -                                                                     |                                                                       |
| 30-5-2016                                                             | Malmö                                                                 | Svezia                                                                | 0 – 0                                                                 | Slovenia                                                              | Amichevole                                                            | -                                                                     |                                                                       |
| 5-6-2016                                                              | Solna                                                                 | Svezia                                                                | 3 – 0                                                                 | Galles                                                                | Amichevole                                                            | -                                                                     |                                                                       |
| 13-6-2016                                                             | Saint-Denis                                                           | Irlanda                                                               | 1 – 1                                                                 | Svezia                                                                | Euro 2016 - 1º turno                                                  | -                                                                     |                                                                       |
| 17-6-2016                                                             | Tolosa                                                                | Italia                                                                | 1 – 0                                                                 | Svezia                                                                | Euro 2016 - 1º turno                                                  | -                                                                     |                                                                       |
| 22-6-2016                                                             | Nizza                                                                 | Svezia                                                                | 0 – 1                                                                 | Belgio                                                                | Euro 2016 - 1º turno                                                  | -                                                                     |                                                                       |
| 6-9-2016                                                              | Solna                                                                 | Svezia                                                                | 1 – 1                                                                 | Paesi Bassi                                                           | Qual. Mondiali 2018                                                   | -                                                                     | cap.                                                                  |
| 7-10-2016                                                             | Lussemburgo                                                           | Lussemburgo                                                           | 0 – 1                                                                 | Svezia                                                                | Qual. Mondiali 2018                                                   | -                                                                     | cap.                                                                  |
| 10-10-2016                                                            | Solna                                                                 | Svezia                                                                | 3 – 0                                                                 | Bulgaria                                                              | Qual. Mondiali 2018                                                   | -                                                                     | cap. 47’                                                              |
| 11-11-2016                                                            | Saint-Denis                                                           | Francia                                                               | 2 – 1                                                                 | Svezia                                                                | Qual. Mondiali 2018                                                   | -                                                                     | cap.                                                                  |
| 15-11-2016                                                            | Budapest                                                              | Ungheria                                                              | 0 – 2                                                                 | Svezia                                                                | Amichevole                                                            | -                                                                     | cap. 45’                                                              |
| 25-3-2017                                                             | Solna                                                                 | Svezia                                                                | 4 – 0                                                                 | Bielorussia                                                           | Qual. Mondiali 2018                                                   | -                                                                     | cap.                                                                  |
| 28-3-2017                                                             | Funchal                                                               | Portogallo                                                            | 2 – 3                                                                 | Svezia                                                                | Amichevole                                                            | -                                                                     | cap. 45’                                                              |
| 9-6-2017                                                              | Solna                                                                 | Svezia                                                                | 2 – 1                                                                 | Francia                                                               | Qual. Mondiali 2018                                                   | -                                                                     | cap.                                                                  |
| 31-8-2017                                                             | Sofia                                                                 | Bulgaria                                                              | 3 – 2                                                                 | Svezia                                                                | Qual. Mondiali 2018                                                   | -                                                                     | cap.                                                                  |
| 3-9-2017                                                              | Borisov                                                               | Bielorussia                                                           | 0 – 4                                                                 | Svezia                                                                | Qual. Mondiali 2018                                                   | 1                                                                     | cap.                                                                  |
| 7-10-2017                                                             | Solna                                                                 | Svezia                                                                | 8 – 0                                                                 | Lussemburgo                                                           | Qual. Mondiali 2018                                                   | 2                                                                     | cap. 81’                                                              |
| 10-10-2017                                                            | Amsterdam                                                             | Paesi Bassi                                                           | 2 – 0                                                                 | Svezia                                                                | Qual. Mondiali 2018                                                   | -                                                                     | cap.                                                                  |
| 10-11-2017                                                            | Solna                                                                 | Svezia                                                                | 1 – 0                                                                 | Italia                                                                | Qual. Mondiali 2018                                                   | -                                                                     | cap.                                                                  |
| 13-11-2017                                                            | Milano                                                                | Italia                                                                | 0 – 0                                                                 | Svezia                                                                | Qual. Mondiali 2018                                                   | -                                                                     | cap.                                                                  |
| 24-3-2018                                                             | Solna                                                                 | Svezia                                                                | 1 – 2                                                                 | Cile                                                                  | Amichevole                                                            | -                                                                     | cap.                                                                  |
| 2-6-2018                                                              | Solna                                                                 | Svezia                                                                | 0 – 0                                                                 | Danimarca                                                             | Amichevole                                                            | -                                                                     | cap. 46’                                                              |
| 9-6-2018                                                              | Göteborg                                                              | Svezia                                                                | 0 – 0                                                                 | Perù                                                                  | Amichevole                                                            | -                                                                     |                                                                       |
| 18-6-2018                                                             | Nižnij Novgorod                                                       | Svezia                                                                | 1 – 0                                                                 | Corea del Sud                                                         | Mondiali 2018 - 1º turno                                              | 1                                                                     | cap.                                                                  |
| 23-6-2018                                                             | Soči                                                                  | Germania                                                              | 2 – 1                                                                 | Svezia                                                                | Mondiali 2018 - 1º turno                                              | -                                                                     | cap.                                                                  |
| 27-6-2018                                                             | Ekaterinburg                                                          | Messico                                                               | 0 – 3                                                                 | Svezia                                                                | Mondiali 2018 - 1º turno                                              | 1                                                                     | cap.                                                                  |
| 3-7-2018                                                              | San Pietroburgo                                                       | Svezia                                                                | 1 – 0                                                                 | Svizzera                                                              | Mondiali 2018 - Ottavi di finale                                      | -                                                                     | cap.                                                                  |
| 7-7-2018                                                              | Samara                                                                | Svezia                                                                | 0 – 2                                                                 | Inghilterra                                                           | Mondiali 2018 - Quarti di finale                                      | -                                                                     | cap.                                                                  |
| 11-10-2018                                                            | Kaliningrad                                                           | Russia                                                                | 0 – 0                                                                 | Svezia                                                                | UEFA Nations League 2018-2019 - 1º turno                              | -                                                                     | cap.                                                                  |
| 16-10-2018                                                            | Solna                                                                 | Svezia                                                                | 1 – 1                                                                 | Slovacchia                                                            | Amichevole                                                            | -                                                                     | cap. 81’                                                              |
| 17-11-2018                                                            | Eskişehir                                                             | Turchia                                                               | 0 – 1                                                                 | Svezia                                                                | UEFA Nations League 2018-2019 - 1º turno                              | 1                                                                     | cap. 59’                                                              |
| 20-11-2018                                                            | Solna                                                                 | Svezia                                                                | 2 – 0                                                                 | Russia                                                                | UEFA Nations League 2018-2019 - 1º turno                              | -                                                                     | cap.                                                                  |
| 23-3-2019                                                             | Solna                                                                 | Svezia                                                                | 2 – 1                                                                 | Romania                                                               | Qual. Euro 2020                                                       | -                                                                     | cap.                                                                  |
| 26-3-2019                                                             | Oslo                                                                  | Norvegia                                                              | 3 – 3                                                                 | Svezia                                                                | Qual. Euro 2020                                                       | -                                                                     | cap.                                                                  |
| 5-9-2019                                                              | Tórshavn                                                              | Fær Øer                                                               | 0 – 4                                                                 | Svezia                                                                | Qual. Euro 2020                                                       | -                                                                     | cap.                                                                  |
| 8-9-2019                                                              | Solna                                                                 | Svezia                                                                | 1 – 1                                                                 | Norvegia                                                              | Qual. Euro 2020                                                       | -                                                                     | cap.                                                                  |
| 12-10-2019                                                            | Ta' Qali                                                              | Malta                                                                 | 0 – 4                                                                 | Svezia                                                                | Qual. Euro 2020                                                       | -                                                                     | cap.                                                                  |
| 15-10-2019                                                            | Stoccolma                                                             | Svezia                                                                | 1 – 1                                                                 | Spagna                                                                | Qual. Euro 2020                                                       | -                                                                     | cap.                                                                  |
| 15-11-2019                                                            | Bucarest                                                              | Romania                                                               | 0 – 2                                                                 | Svezia                                                                | Qual. Euro 2020                                                       | -                                                                     | cap.                                                                  |
| Totale                                                                |                                                                       | Presenze                                                              | 88                                                                    |                                                                       | Reti                                                                  | 9                                                                     |                                                                       |

## Palmarès

### Club

#### Competizioni nazionali
- Svenska Cupen: 1

Helsingborg: 2006
- Superettan: 1

Helsingborg: 2018

### Individuali
- Calciatore dell'anno del campionato olandese: 2010
- Guldbollen: 2017